# گرگتگ (روستا)
گرگتگ (به صربی: Grgeteg) یک منطقهٔ مسکونی در صربستان است که در Irig municipality واقع شده‌است.